# Antonio Mazzaracchio
Antonio Mazzaracchio (Perugia, 18 giugno 1959) è uno sportivo italiano dell'Aero Club d'Italia.

## Carriera
Campione del Mondo di Razzimodellismo (Modellismo Spaziale) della Fédération Aéronautique Internationale per 7 volte nelle classi: S1B “Altitude” nel 2004, 2014 e 2023, S9A “Gyrocopter Duration” nel 2006 e 2010, S3A “Parachute Duration” nel 2010 e 2014.
Campione Mondiale in carica nella classe S1B “Altitude”. Detiene inoltre il record mondiale per la classe S9A “Gyrocopter Duration”.
Vincitore di 4 World Cup (1995, 1998, 2001, 2005).
Azzurro della squadra nazionale di Razzimodellismo dell'Aero Club d'Italia nei Campionati del Mondo negli anni 1994, 1996, 1998, 2000, 2002, 2004, 2006, 2008, 2010, 2014, 2016, 2018, 2021 e 2023, nei Campionati Europei del 1995, 2005, 2007, 2009, 2011, 2013, 2015, 2017, 2019, 2022 e 2024 e nei 1st World Air Games (validi anche come Campionati Europei) del 1997, tutti eventi indetti dalla Fédération Aéronautique Internationale.
Nel 2023 è stato insignito dalla FAI della CIAM Legends Medal.
Mazzaracchio è attualmente il modellista più titolato al mondo nella storia della specialità con un totale di 7 ori, 5 argenti ed 1 bronzo ai Mondiali.

## Biografia
Vive e lavora a Roma. Dal 1997 è sposato con Paola Pieroni. Nel 1986 ha conseguito la laurea in Ingegneria Aeronautica, nel 2008 la laurea in Ingegneria Aerospaziale, nel 2012 il dottorato di ricerca in Ingegneria Aerospaziale ed il master in Compositi e Nanotecnologie per l'Aerospazio.

## Palmarès
Campionati Mondiali:
- Campione del Mondo S1B “Altitude” - Dęblin (POL) 2004[2]
- Campione del Mondo S9A “Gyrocopter Duration” - Baikonur (KAZ) 2006
- Campione del Mondo S9A “Gyrocopter Duration” - Irig (SRB) 2010[3]
- Campione del Mondo S3A “Parachute Duration” - Irig (SRB) 2010[3]
- Campione del Mondo S1B “Altitude” - Kaspichan (BUL) 2014
- Campione del Mondo S3A “Parachute Duration” - Kaspichan (BUL) 2014
- Campione del Mondo S1B “Altitude” - Austin (USA) 2023[4]
- Vicecampione del Mondo S6A “Streamer Duration” - Liptovský Mikuláš (SVK) 2000
- Vicecampione del Mondo S6B “Streamer Duration” - Dęblin (POL) 2004
- Vicecampione del Mondo S9A “Gyrocopter Duration” - Włocławek (POL) 2018[5]
- Vicecampione del Mondo S3A “Parachute Duration” - Buzău (ROU) 2021[6]
- Vicecampione del Mondo S9A “Gyrocopter Duration” - Austin (USA) 2023[4]
- Bronzo Mondiale S1B “Altitude” - Liptovský Mikuláš (SVK) 2000

Record Mondiali:
- Record Mondiale S6B “Streamer Duration” - Oberkulm (SUI) 2001
- Record Mondiale S1B “Altitude” - Dęblin (POL) 2004[7]
- Record Mondiale S9A “Gyrocopter Duration” - Žadovinek (SLO) 2014

Campionati Europei:
- Campione Europeo S9A “Gyrocopter Duration” - Zrenjanin (SRB) 2022[8]
- Vicecampione Europeo S9A “Gyrocopter Duration” - Buzău (ROU) 2011
- Vicecampione Europeo S1B “Altitude” - Kaspichan (BUL) 2013[9]
- Vicecampione Europeo S1B “Altitude” - Lviv (UKR) 2015
- Vicecampione Europeo S9A “Gyrocopter Duration” - Buzău (ROU) 2019[10]
- Bronzo Europeo S1B “Altitude” - Buzău (ROU) 2019[10]
- Bronzo Europeo S9A “Gyrocopter Duration” - Zrenjanin (SRB) 2024[11]

Coppe del Mondo:
- 3 World Cup S6A “Streamer Duration” (1995, 1998, 2005)
- 1 World Cup S9B “Gyrocopter Duration” (2001)
- 2 Secondi Posti World Cup: S4B “Boost/Glider Duration” (2001); S6B (2001)
- 4 Terzi Posti World Cup: S6A “Streamer Duration” (1997, 2000, 2006); S9A “Gyrocopter Duration” (2006)

Medagliere complessivo:
- 60 Ori
- 28 Argenti
- 20 Bronzi

su un totale di 256 Competizioni Internazionali in 6 differenti classi (1993-2024)
Premi e riconoscimenti:
- FAI Andrei Tupolev Aeromodelling Diploma (2004) “for Outstanding Record Performance”[12]
- Premio Nazionale Italian Sport Awards 2010 nella categoria “Premi Speciali Federazioni Italiane”[13]
- FAI Alphonse Penaud Aeromodelling Diploma (2011) “for Outstanding Sporting Achievements”[12]
- FAI Paul Tissandier Diploma (2011) “for having served the cause of Aviation in general and Sporting Aviation in particular”[14]
- FAI CIAM Legends Medal (2023) “for having obtained at least three World Champion titles in any Aeromodelling or Space Models class”[15]